# Premi Robert 1997
La 14ª edizione dei Premi Robert si è svolta a Copenaghen nel 1997.

## Vincitori
- Miglior film: Le onde del destino (Breaking the Waves), regia di Lars von Trier
- Miglior attore protagonista: Thomas Bo Larsen - De største helte
- Miglior attrice protagonista: Emily Watson - Le onde del destino (Breaking the Waves)
- Miglior attore non protagonista: Ulrich Thomsen - De største helte
- Miglior attrice non protagonista: Katrin Cartlidge - Le onde del destino (Breaking the Waves)
- Miglior sceneggiatura: Lars von Trier - Le onde del destino (Breaking the Waves)
- Miglior fotografia: Robby Müller - Le onde del destino (Breaking the Waves)
- Miglior montaggio: Anders Refn - Le onde del destino (Breaking the Waves)
- Miglior scenografia: Karl Júlíusson - Le onde del destino (Breaking the Waves)
- Migliori costumi: Lotte Dandanell - Hamsun
- Miglior musica: Nikolaj Egelund - De største helte
- Miglior sonoro: Per Streit - Le onde del destino (Breaking the Waves)
- Miglior trucco: Jennifer Jorfaid e Sanne Gravfort - Le onde del destino (Breaking the Waves)
- Miglior film straniero: Il postino, regia di Michael Radford
- Miglior cortometraggio di finzione: Blomsterfangen, regia di Jens Arentzen
- Miglior cortometraggio documentario: Per Kirkeby - vinterbillede, regia di Jesper Jargil